# Косач, Леонид Константинович
Леонид Константинович Косач (1926 — 19 декабря 1944) — герой-партизан-подрывник, разведчик партизанского отряда Великой Отечественной войны, участник партизанского движения в Витебской области Белорусской ССР, погиб в бою за освобождение Латвийской ССР в декабре 1944 года.

## Биография
Родился в 1926 году в деревне Грамоще Полоцкого района Витебской области в Белоруссии.
В самые первые месяцы Великой Отечественной войны вместе с отцом собирал оружие и боеприпасы на местах боёв. В общей сложности им было собрано 45 винтовок, 2 ручных пулемета, несколько корзин патронов и гранат, которые были надёжно спрятаны и позже переданы партизанам.
В 1942 году Леонид примкнул к партизанскому отряду. В марте этого же года с группой единомышленников защитников Отечества совершил первую диверсию на железной дороге. Летом 1942 года находился в отряде имени Калинина 2-й Дриссенской бригады Витебской области. был отличным подрывником и разведчиком. Пр штабе Россонской бригады прошёл обучение на курсах по диверсионной работе. С группой партизан подорвал 12 вражеских эшелонов, 18 грузовых и 4 легковых автомашины, 1 автобус с живой силой противника.
Леонид Косач принимал участие в разгроме вражеских гарнизонов, рельсовой войне, а также отличился при прорыве вражеского окружения, на его счету уничтожение нескольких солдат гитлеровской армии.
Весной 1944 года был назначен командиром отделения подрывников. Приобретённые знания и навыки помогали ему, а его результаты в военных операциях не оставались без внимания. Был уважаем среди партизан. В июле 1944 года отряд партизан соединился с частями Красной Армии.
Леонид был направлен в город Полоцк учиться в школе железнодорожников. Однако, он принял решение продолжить своё участие в действующей армии на фронтах Великой Отечественной войны. В письме родителям он писал:
```
«Еду мстить проклятому врагу за родную Белоруссию, за муки белорусского народа, за разрушенные города и села. На какой фронт ни попаду, для меня все равно – все дороги ведут на Берлин, в логовище Гитлера. Там конец войне».
```

Во время проведения освободительной операции на территории Латвийской ССР, 19 декабря 1944 года, в бою Леонид Косач погиб защищая Отечество.